# Flasche

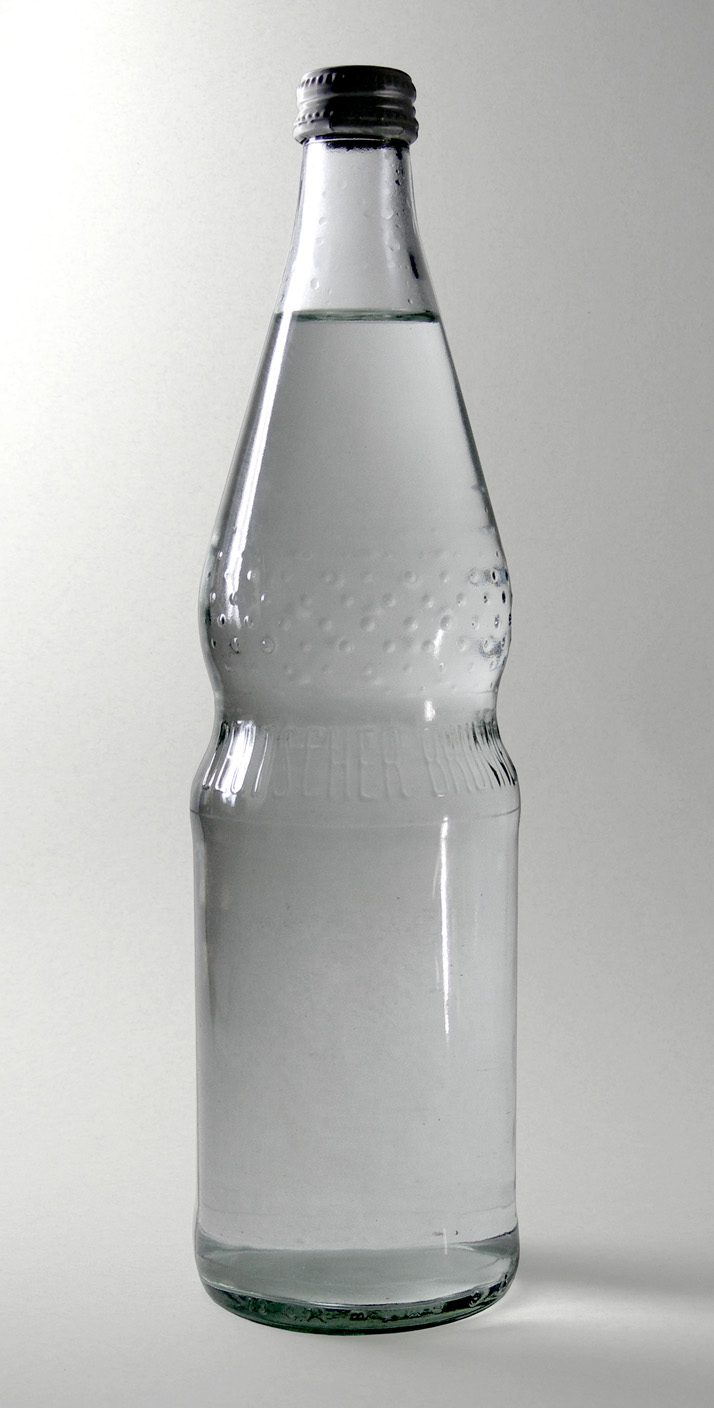
Normflasche des Verbands Deutscher Mineralbrunnen aus Glas

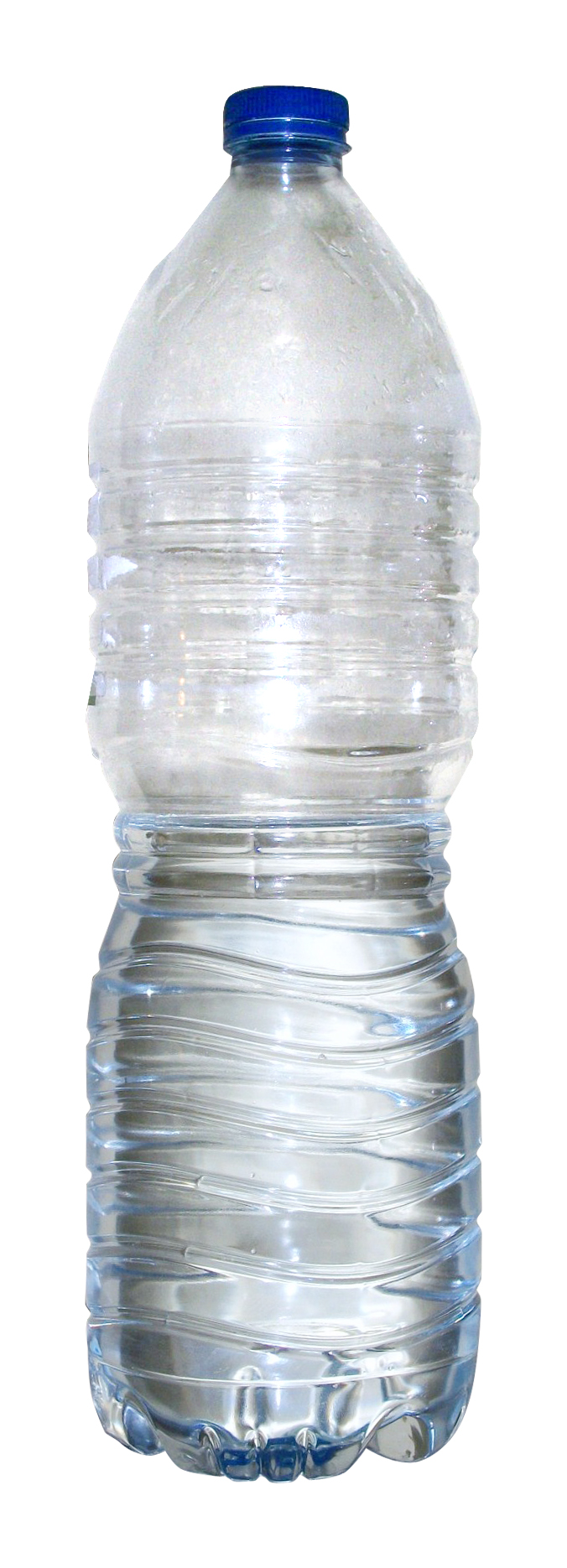
Wasserflasche aus PET.

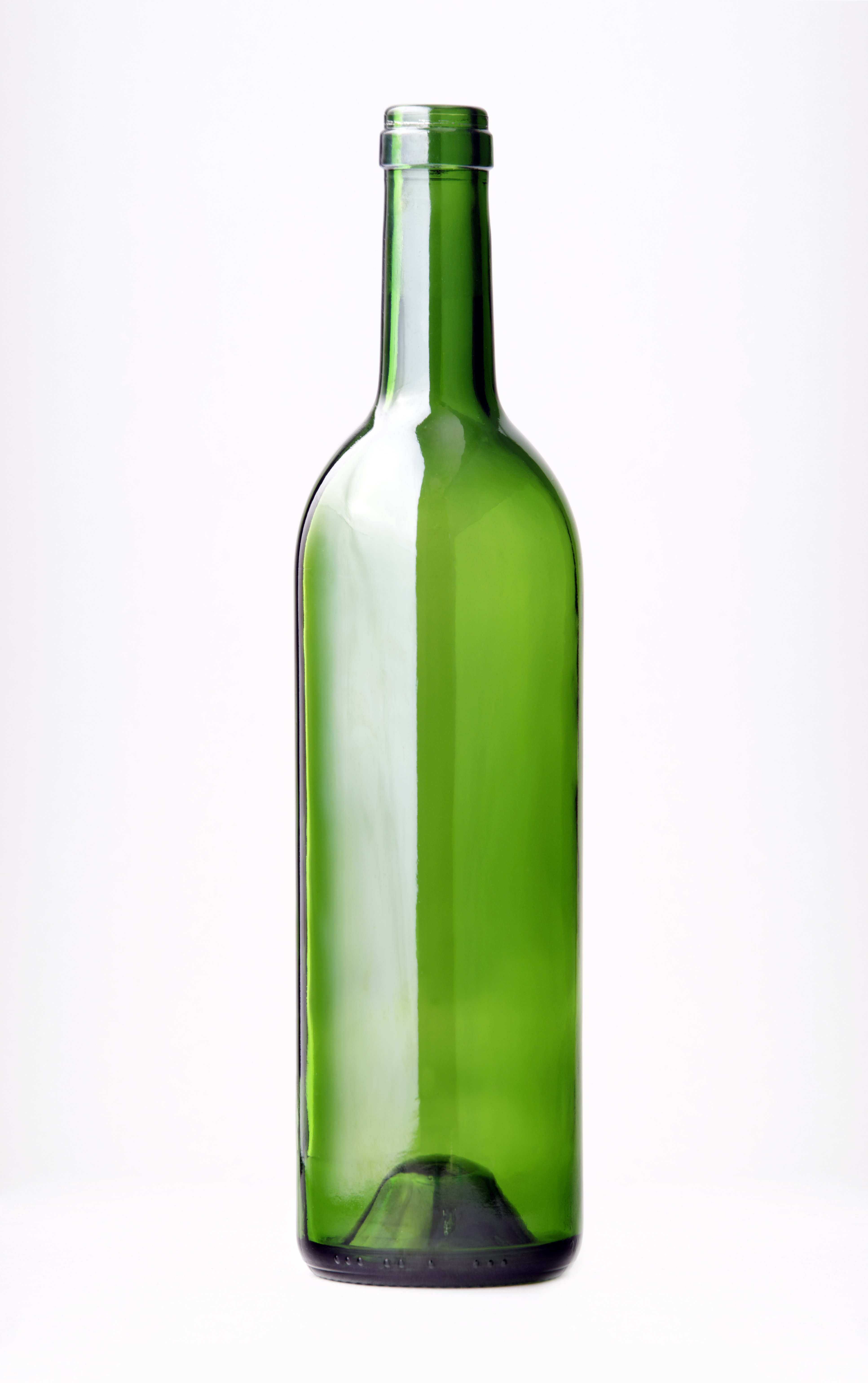
Weinflasche mit eingewölbtem Boden

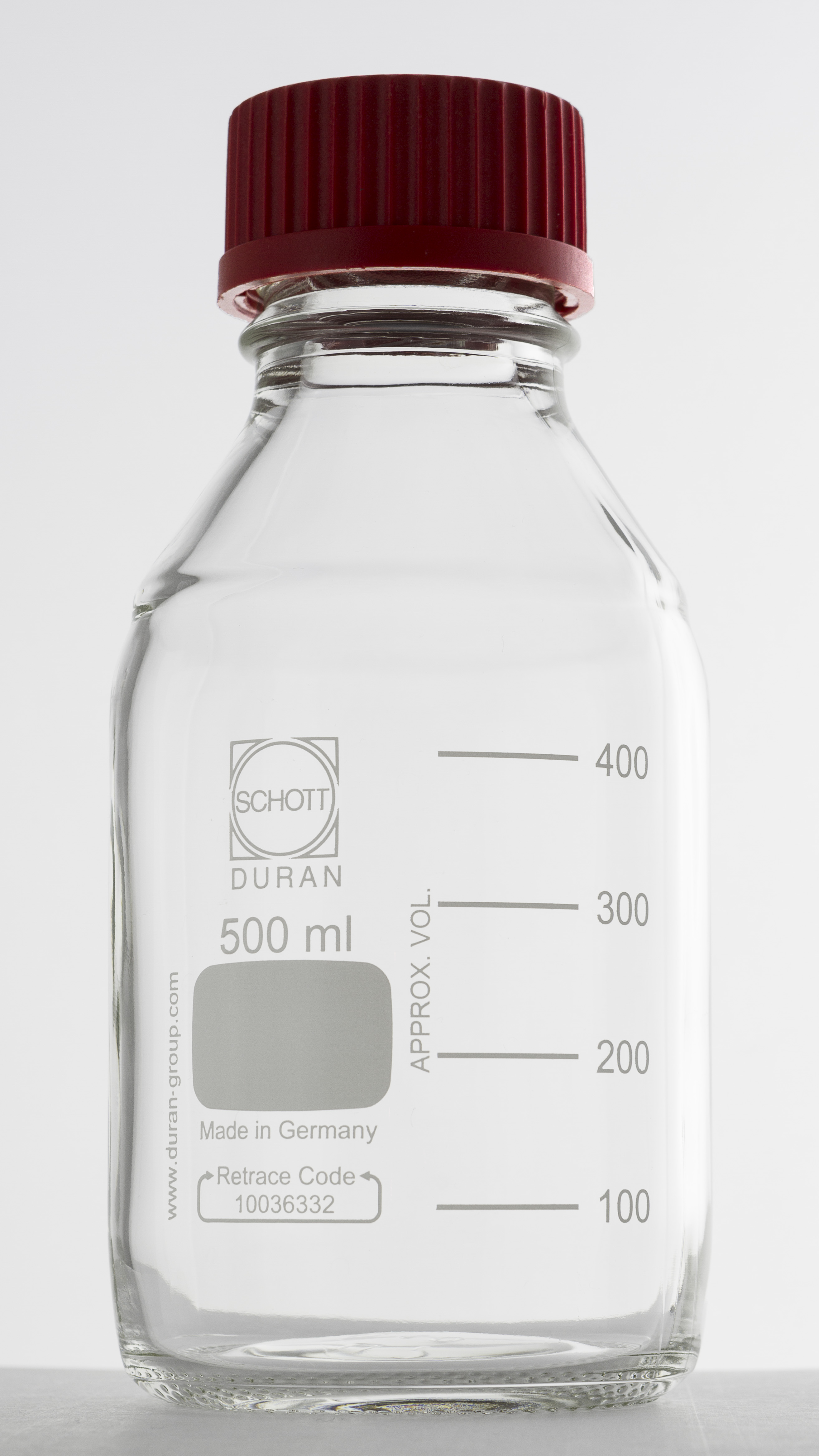
Laborflasche

Eine Flasche ist ein verschließbares Behältnis zum Transport und zur Lagerung von Flüssigkeiten und Gasen sowie schüttbaren Feststoffen wie Pulver. Sie besteht üblicherweise aus Glas oder Kunststoff, mitunter aus Metall.

## Etymologie
Das altgermanische Substantiv (mittelhochdeutsch vlasche, althochdeutsch flaska, davon auch romanisch fiasko) gehört im Sinne von „umflochtenes Gefäß“ zu der indogermanischen Wortsippe „flechten“. Die früher aus Holz, Ton, Zinn oder Blech hergestellten Flaschen waren zum Schutz und besseren Transport mit Geflecht umgeben. Erst in neuerer Zeit bezeichnet „Flasche“ ein Glasgefäß – die Weinflasche hieß noch im 19. Jahrhundert Bouteille. Der niederdeutsche Ausdruck für Flasche „Buddel“ wird im Hochdeutschen gelegentlich auch verwendet (siehe Buddelschiff).

## Form und Bestandteile
Die meisten Flaschen haben im Verhältnis zu ihrer Höhe einen relativ geringen Durchmesser und einen flachen Boden. Das sich konisch verjüngende Ende einer Flasche wird oft auch als „Flaschenhals“ bezeichnet, der als Ausguss dient. Er endet in einer runden, mittels Deckel verschließbaren Öffnung. Der größte oder ausschließliche Teil des Flascheninhalts befindet sich im „Flaschenbauch“, dessen Form manchmal den Namen der Flasche bestimmt (Bocksbeutel). Das untere Ende der Flasche bildet der Flaschenboden.
Man unterscheidet zwischen Weithals- und Enghalsflaschen. Bei Enghalsflaschen ist der Durchmesser der Öffnung deutlich geringer als der durchschnittliche Innendurchmesser des Aufbewahrungsraumes; der übliche Außendurchmesser des Halses bei Getränkeflaschen mit Schraubverschluss beträgt 25 mm.

## Verschluss

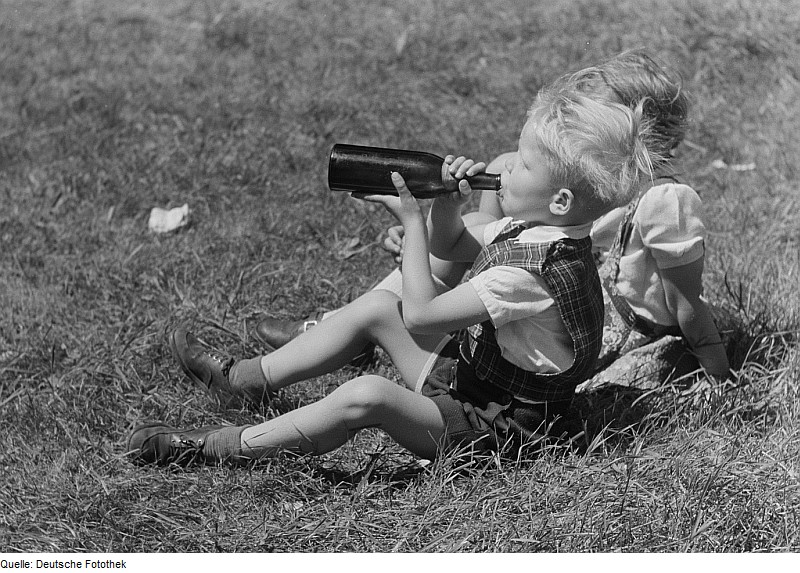
Trinken aus einer Flasche

Die am meisten verbreiteten Verschlüsse für Flaschen dürften heutzutage verschiedene Formen von Gewinden sein. Fast alle Gasflaschen, ein großer Teil der Getränkeflaschen und Aufbewahrungsflaschen für Chemikalien und Putzmittel haben einen Schraubverschluss, vor allem dann, wenn ein Wiederverschließen möglich sein soll. Schraubverschlüsse lassen sich mit allen Materialien realisieren. Normalerweise stellt das Gewinde allein aber keinen dichten Verschluss dar. Deshalb werden zu diesem Zweck stets zusätzliche Dichtmaterialien eingesetzt.
Nur bei Getränkeflaschen ist der Kronkorken üblich. Er ist nicht wiederverschließbar, besteht immer aus Metall und kann nur auf Flaschen aus hartem Material (Glas) aufgesetzt werden. Kurzzeitig gab es auch Flaschen aus Polycarbonat mit Kronkorken Verschluss.
In praktisch allen historisch untersuchten Kulturen, die Flaschen herstellten, ist das Verstopfen von Flaschen üblich gewesen. Hierzu wurden unterschiedlichste Materialien verwendet. Am gebräuchlichsten waren wohl Bienenwachs und später Kork. Der Korken hat sich heute nur beim Verschluss von Weinflaschen erhalten, wird aber auch hier mehr und mehr durch Schraubverschluss oder in der herkömmlichen zylindrischen Form als Stopfen aus PU-Schaum verdrängt.
Eine historische Form des Flaschenverschlusses ist der Kugelverschluss, der sich vom Schliffverschluss ableitet. Für besondere Anforderungen werden geschliffene Glasverschlüsse eingesetzt. Für Chemikalienflaschen werden insbesondere Kegelschliffverschlüsse genutzt, sie besitzen eine konische Form. Stopfen und Flasche passen exakt (eingeschliffen) zueinander und ergeben – wenn die Kontaktfläche sauber ist – einen gasdichten Verschluss.
Für Gasflaschen werden druckfeste Kappen als Verschluss genutzt, oft mit einem Druckminderungsventil versehen.

## Getränkeflaschen

### Überblick

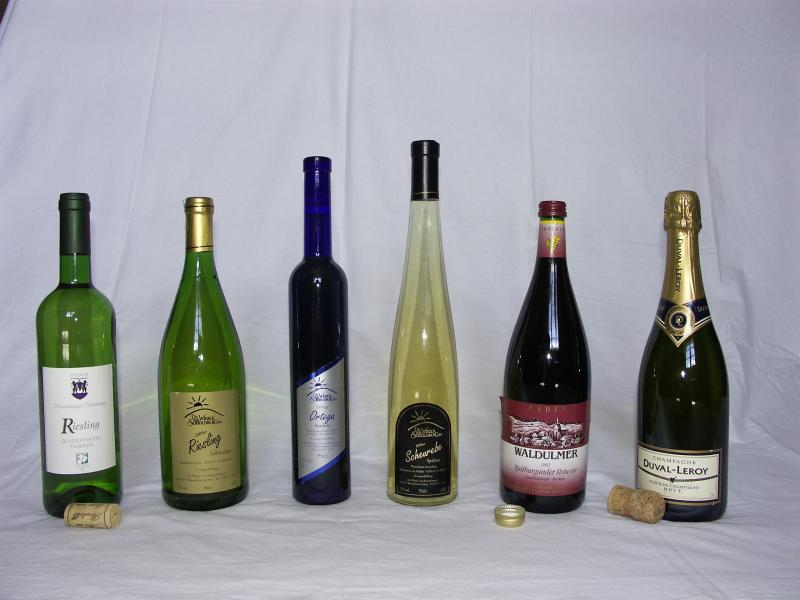
Verschiedene Weinflaschen

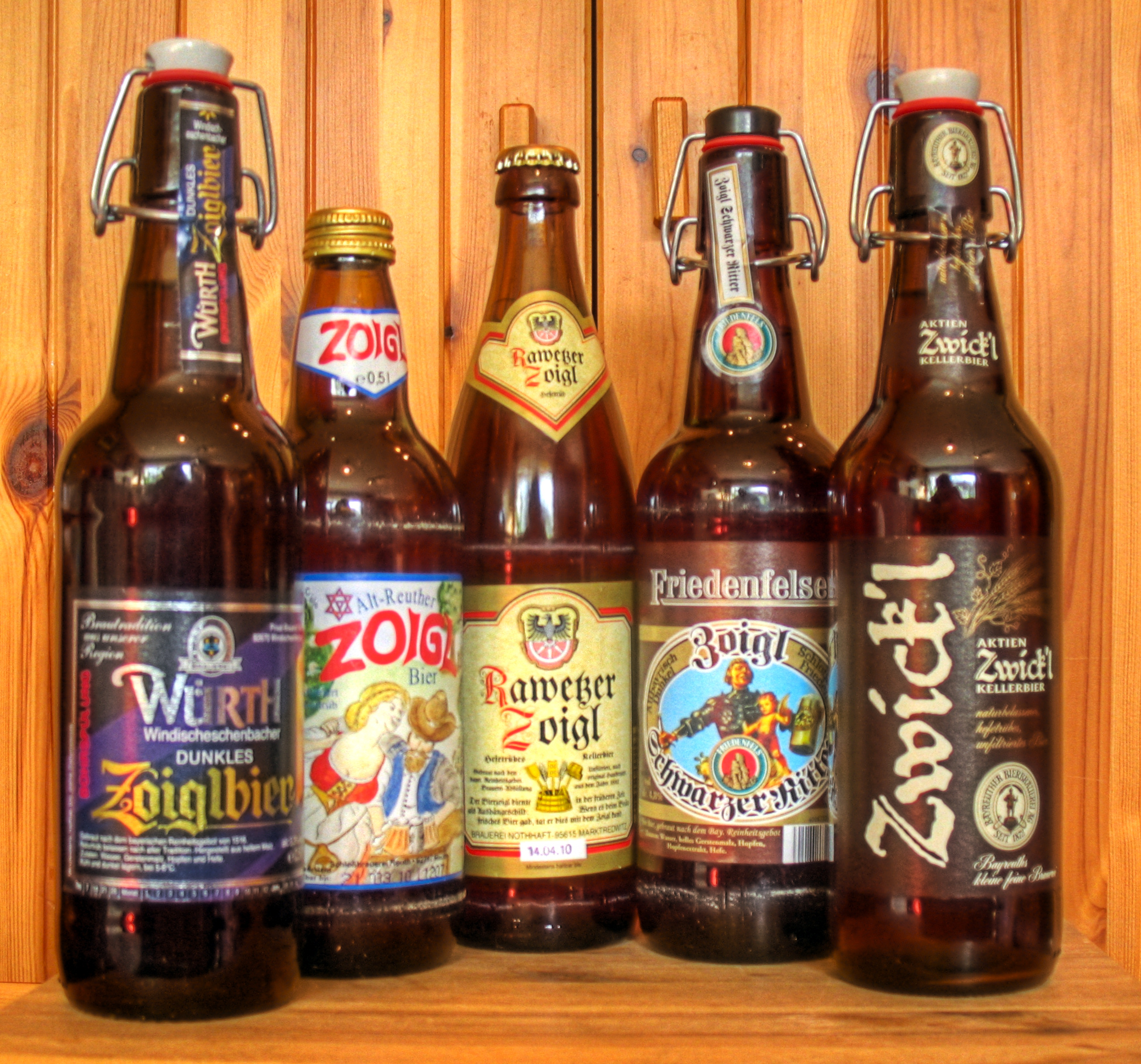
Bügel-, Schraub- (2. v. l.) und Kronkorkenverschluss (Mitte)

Am häufigsten werden in Flaschen Getränke aufbewahrt. Die Flasche samt Verschluss schützt das Getränk vor dem Eindringen von Fremdstoffen, wie Bakterien, und vor Verdunstung. Viele Flaschen bestehen aus getöntem Material, um die Sonneneinstrahlung, insbesondere UV-Strahlen, abzuschirmen.
Die Getränkeflaschen werden nach den Transportanforderungen in Mehrwegflaschen und Einwegflaschen unterschieden.
Eine besondere Flasche stellt die Feldflasche dar, die für Soldaten oder Camper verwendet wird.

### Mehrwegflaschen
Sie sollen nach dem Entleeren an den Abfüller zurückgeleitet und nach einer ausgiebigen Reinigung erneut befüllt werden. Solche Flaschen werden beim Kauf mit einem Pfand belegt, das verhindern soll, dass der Verbraucher aus Bequemlichkeit die Flasche entsorgt. Mehrwegflaschen werden meist in Getränkekästen verkauft, die beispielsweise 6, 11, 12, 20, 24, 25 oder 30 Flaschen fassen. Die Höhe des Mehrwegpfandes beschreibt der Artikel Pfand auf Getränkebehälter.

### Einwegflaschen
Sie bestehen inzwischen zumeist aus PET, seltener aus Glas. Sie werden nach dem Entleeren dem Wertstoffrecycling zugeführt, im Regelfall über die Vertreiber und Hersteller, teilweise auch in Altglascontainern. Das Glas oder PET wird dann meist gemahlen und eingeschmolzen, um es zu neuen Flaschen oder anderen Produkten zu verarbeiten. Seit 2003 wird in Deutschland auf den Großteil Einwegflaschen das Einwegpfand erhoben. Grund sind Ökobilanzen des Umweltbundesamtes, die zum Schluss kamen, dass Einwegflaschen trotz Recycling deutlich schlechter abschneiden als Glas- und PET-Mehrwegflaschen; allerdings wird auch die Ansicht vertreten, dass Einwegflaschen wegen kürzerer Leerguttransportwege (kein Rücktransport bis zum Abfüller) und wegen der hier unterbleibenden umweltbelastenden Reinigung, die bei Mehrwegflaschen vor der erneuten Befüllung erforderlich wird, tatsächlich ökologisch günstiger sind. Einwegflaschen werden einzeln, in Getränkekisten, in Folie eingeschweißt zu sechs oder acht Flaschen oder in einem Pappträger (auch Trailer genannt) verkauft.
Entsprechend dem Einsatzzweck gibt es unterschiedliche Anforderungen durch das Inhaltsprodukt:
- Bierflaschen,
- Weinflaschen,
- Flaschen für Primasprit oder
- Milchflaschen, die heute oft durch Tetra Paks verdrängt wurden.

Arzneimittelflaschen und handelsübliche Flaschen für „nichttrinkbare Inhalte“ müssen sich möglichst schon durch die Form von Getränkeflaschen unterscheiden. Andererseits sind Verschlüsse nötig, die von Kindern nicht geöffnet werden können oder deren Prinzip das Innehalten beim Öffnen erfordert.

## Andere Verwendungen

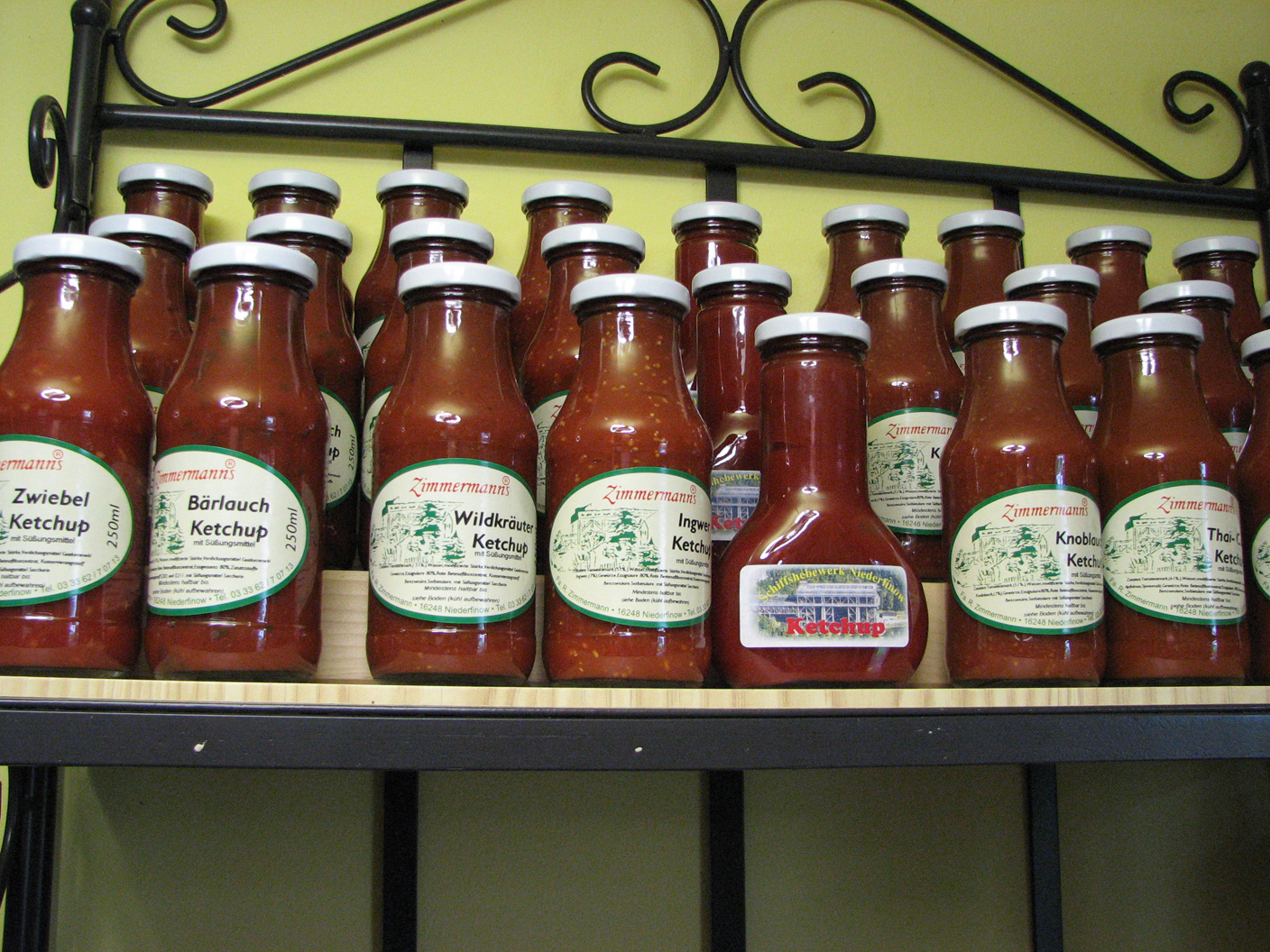
Verschiedene Flaschen für Ketchup

- Neben Getränkeflaschen gibt es in der Haushaltsanwendung Flaschen für Reinigungsmittel, Öle, Fette und Brennstoffe.

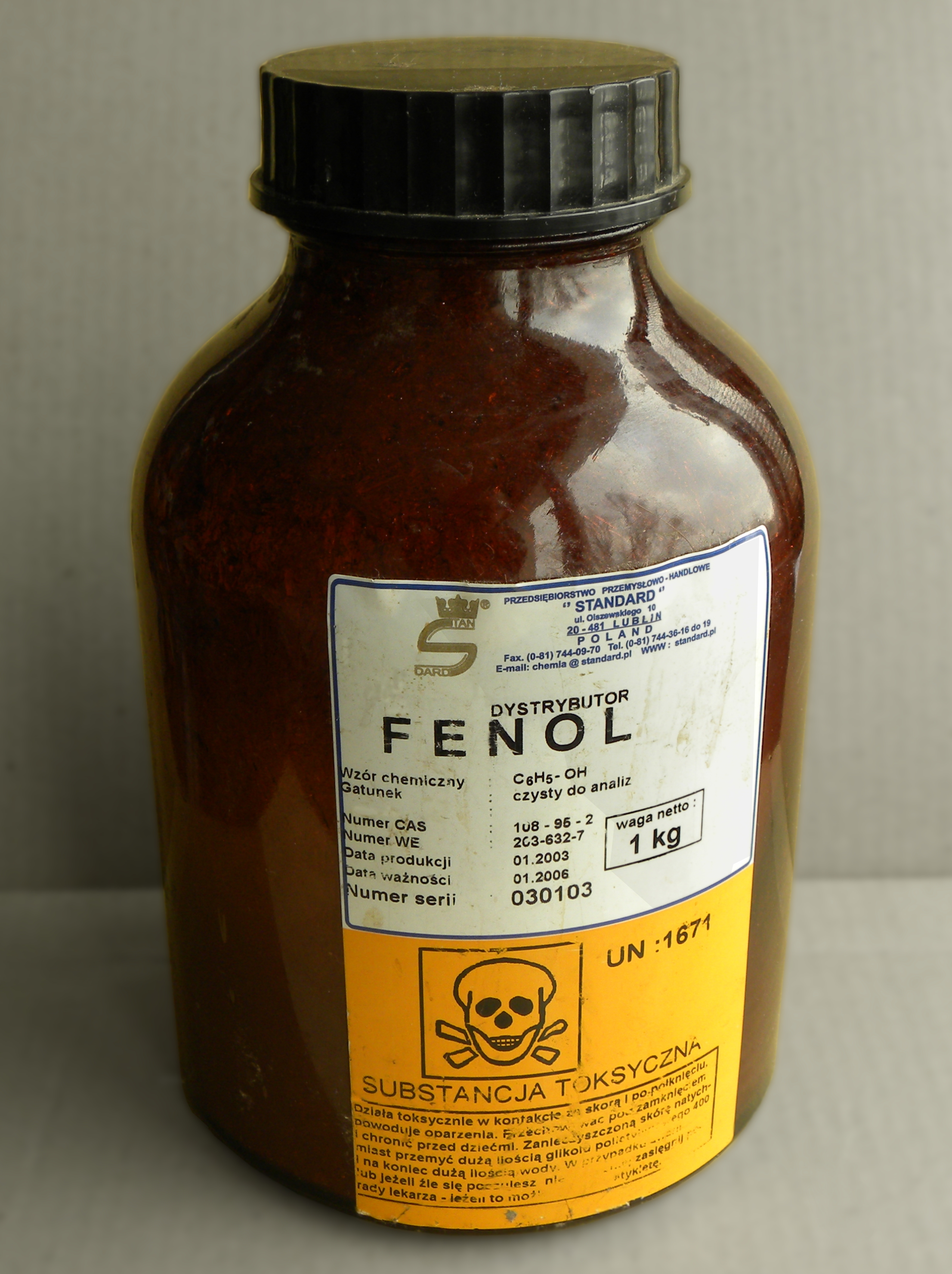
Chemikalienflasche mit Schraubverschluss

- Im Chemikalienhandel und -transport werden Flaschen für Reagenzien, lose Arzneiprodukte und Stoffe eingesetzt.[3] Dabei sind Weithalsflaschen im Einsatz, die eine größere Öffnung besitzen und vorzugsweise für Pulver und andere Feststoffe genutzt werden. Für die bessere Entleerung ist die Form der Steilbrustflasche vorgesehen, deren Hals länger und schräger als bei der Normalflasche ist. Für Flüssigkeiten sind dagegen Enghalsflaschen im Einsatz. Neben Glasflaschen werden vorzugsweise PET-Flaschen verwendet, um Verunreinigungen der enthaltenen Chemikalien zu vermeiden. Andererseits besitzen Glasflaschen statt des sonst üblichen Schraubverschlusses meist einen Schliffstopfen, der besser gegen Luft abdichtet. Neben runden Flaschengefäßen werden jedoch auch viereckige Gefäße genutzt, die dann mitunter als Dose bezeichnet werden. Im Labor gibt es zudem Kappen- und Waschflaschen.
- Bei technischen Anwendungen wird Gas oft in Gasflaschen aufbewahrt, die in der Regel pfandbelegte Mehrweggasflaschen sind. Sie werden für hochkomprimierte technische Gase, aber auch für Flüssiggas in Wohnwagen und für Grills verwendet.
- Von Vermessern wurden gerne Flaschen (vorwiegend aus Glas) mit der Öffnung nach unten unter Grenzsteinen und Festpunkten vergraben. Diese sollten bei Verlust des Steines/Punktes seine Lage rekonstruierbar machen. Oft sind derartige Flaschen sehr alt und können für die Archäologie als Zeitzeugnis bedeutsam sein, so sie geborgen werden können.

## Material

### Tonflasche
Flaschen aus Ton und im Ergebnis aus Steingut mit porösen Scherben oder aus Steinzeug mit dichtem Scherben werden heute nur noch selten verwendet. Meist sind es noch charakteristische Behälter für spezielle Spirituosen (Steinhäger) oder es sind Schmuckflaschen teurer Exquisitgetränke. Bis an den Anfang des 20. Jahrhunderts wurde Mineralwasser häufig noch in Selterswasserflaschen aus Steinzeug verkauft. Dabei spielte die längere Kühlhaltung den entscheidenden Einsatzpunkt.

### Glasflasche
Die Glasflasche ist die verbreitete Form des Behälterglases und hat die geeigneten Eigenschaften wie guten Produktschutz und die Möglichkeit des Recyclings. Die Bruchsicherheit wird durch optimierte Formen erhöht. Besondere Glasflaschen tragen am unteren Rand oder auf dem Boden eine Reihe Kennzeichen, aus denen Ort und Zeitpunkt der Herstellung erkennbar sind. Unter anderem befindet sich hier die Glasmarke der Glashütte.

### Kunststoffflasche
Wenn geringes Gewicht, geringe Herstellungskosten oder eine bestimmte chemische Beständigkeit eine Rolle spielen, kommt Kunststoff zum Einsatz:
- PET-Flaschen oft für Getränke,
- PE-Flaschen für Ketchup oder Motoröl oder
- PTFE für Laborflaschen.

### Metallflaschen
Bei notwendigem hohem Druck oder für hohe Temperaturen werden Metallflaschen eingesetzt, wie für Flüssiggas- und Gasflaschen.

## Reinigung

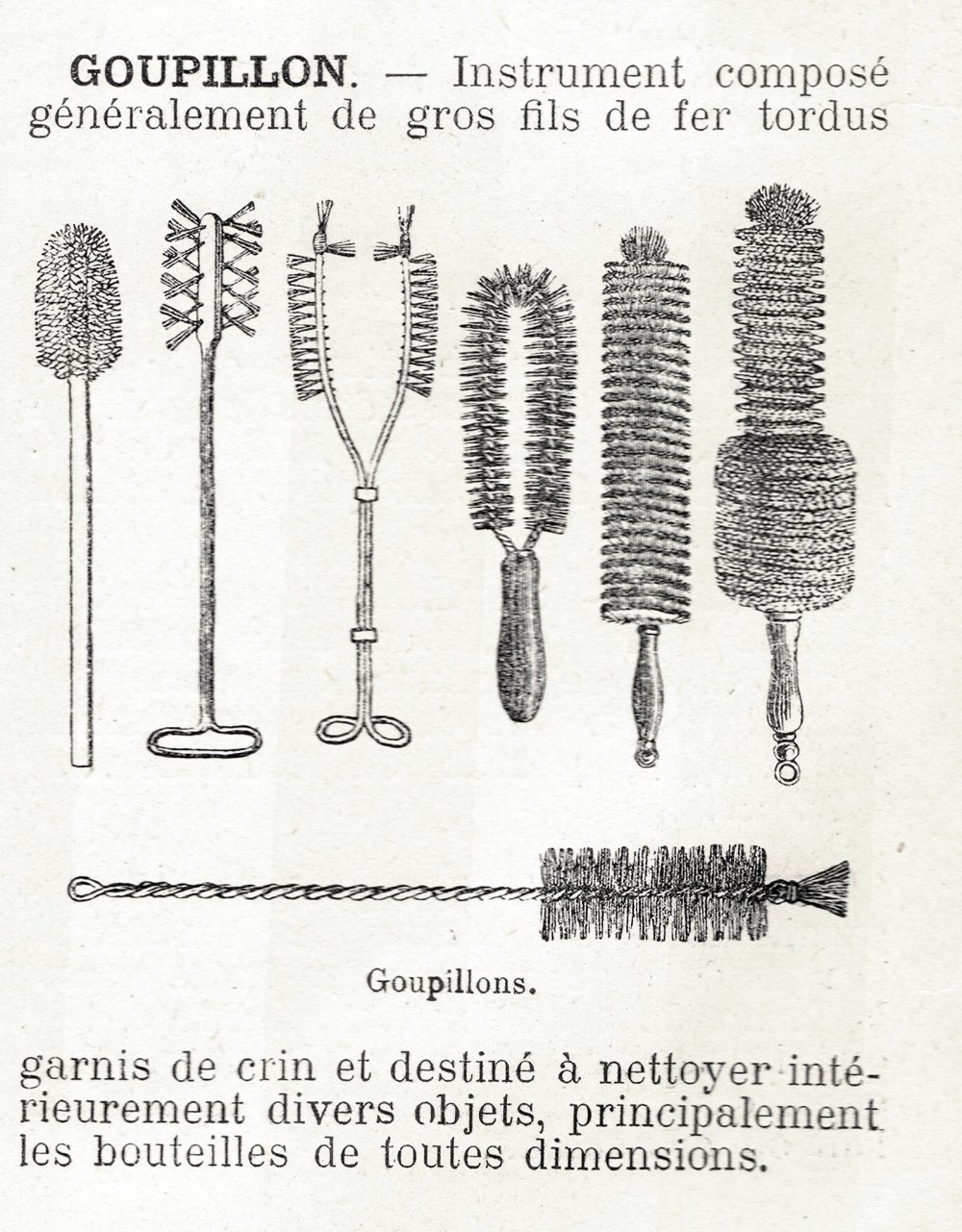
Reinigungsbürsten für Flaschen aller Art gehörten zum Handwerkszeug des Apothekers, Drogisten oder Gemischtwarenhändlers

Der meist enge Hals einer Flasche erschwert die Reinigung. Zur Reinigung von Mehrwegflaschen im Brauereibereich werden meist Sprühanlagen mit heißem Wasser oder Reinigungslauge eingesetzt, um die unbeabsichtigte Verunreinigung des Neuprodukts zu vermeiden. Im Haushalt und im Labor findet dagegen oft eine Handhabung der Einzelflasche statt. Für diesen Zweck gibt es ein umfangreiches Sortiment von Flaschenbürsten. Diese sind in der unterschiedlichsten Weise so ausgebildet, dass die Bürste sowohl durch den engen Flaschenhals passt, jedoch zum anderen den gesamten Flascheninnenraum – insbesondere die Flascheninnenwand – erreichen und reinigen kann.

## Geschichte der Flasche
Flaschen aus Ton, Zinn oder anderen Materialien, die in einfachen handwerklichen Vorgängen bearbeitet werden konnten, waren schon in frühen Hochkulturen als Nutzgegenstände üblich. Funde frühzeitlicher flaschenartiger Gefäße stammen hauptsächlich aus Ausgrabungen in Ägypten, Ostasien oder dem mitteleuropäischen Siedlungsgebiet germanischer Stämme.
Ägyptische Mitglieder der Königsfamilie wurden in großem Umfang mit Alltagsgegenständen, die der Tote auf seinem Weg ins Totenreich benötigen würde, unter anderem Medizin und Ölen in Fläschchen, beigesetzt. In germanischen Gräbern fand man ebenfalls einfache, mit Bienenwachs verschlossene Tonflaschen, die Met enthielten.
Obwohl das Wissen über die Glasherstellung schon Jahrhunderte vor Christus bekannt war, waren Glasflaschen aufgrund des vorerst äußerst aufwendigen und teuren manuellen Herstellungsprozesses Einzelstücke und somit exklusive und wertvolle Gegenstände für höher privilegierte Mitglieder der Gesellschaft. Sie wurden vornehmlich zur Aufbewahrung von Luxusgütern wie Ölen, Essenzen oder Parfüm benutzt. Die Glasflasche zur Getränkelagerung setzte sich erst gegen Ende des Mittelalters durch, als die Technik der Glasbläserei fortschrittlicher wurde und eine effizientere Produktion möglich wurde. Im 17. Jahrhundert hatten die Italiener das Verarbeiten von Glas schon bis zur Meisterschaft entwickelt. Der endgültige Siegeszug der Glasflasche fand im Zuge der Industrialisierung im 18. und 19. Jahrhundert statt, als die Glasverarbeitung im großen Stil durch industrielle Vorgänge ermöglicht wurde. Seither wurden Herstellungs- und Wiederverwertungsprozesse von Glasflaschen ebenso wie Flaschen in ihrer Form selber stetig optimiert. Man ging dazu über, Flaschen in genormten Größen und einheitlicher Form herzustellen, die dem darin enthaltenen Produkt einen Wiedererkennungswert verleiht. So sind zum Beispiel heute immer noch Züge der Urform der Coca-Cola-Flasche in den modernen Flaschen dieses Herstellers erkennbar.

## „Flasche“ im Sprachgebrauch
Das Schimpfwort „Flasche“ für einen dummen Menschen (der so „hohl wie eine Flasche“ ist) geht wahrscheinlich auf das zuerst bezeugte französische Bouteille in gleicher Bedeutung zurück (vergleiche dazu italienisch „fiasco“ in der Doppelbedeutung von Flasche und auch Missgeschick). Bezeichnungen von Hohlkörpern werden oft als Schimpfwörter gebraucht.